# Mendatica Montegrosso
Mendatica Montegrosso è stato un comune italiano della provincia di Imperia. L'ente fu istituito nel 1928 con l'unione dei due comuni di Mendatica e Montegrosso Pian Latte; nel 1950 entrambe le località ritornarono ad avere autonoma e separata amministrazione.

## Storia

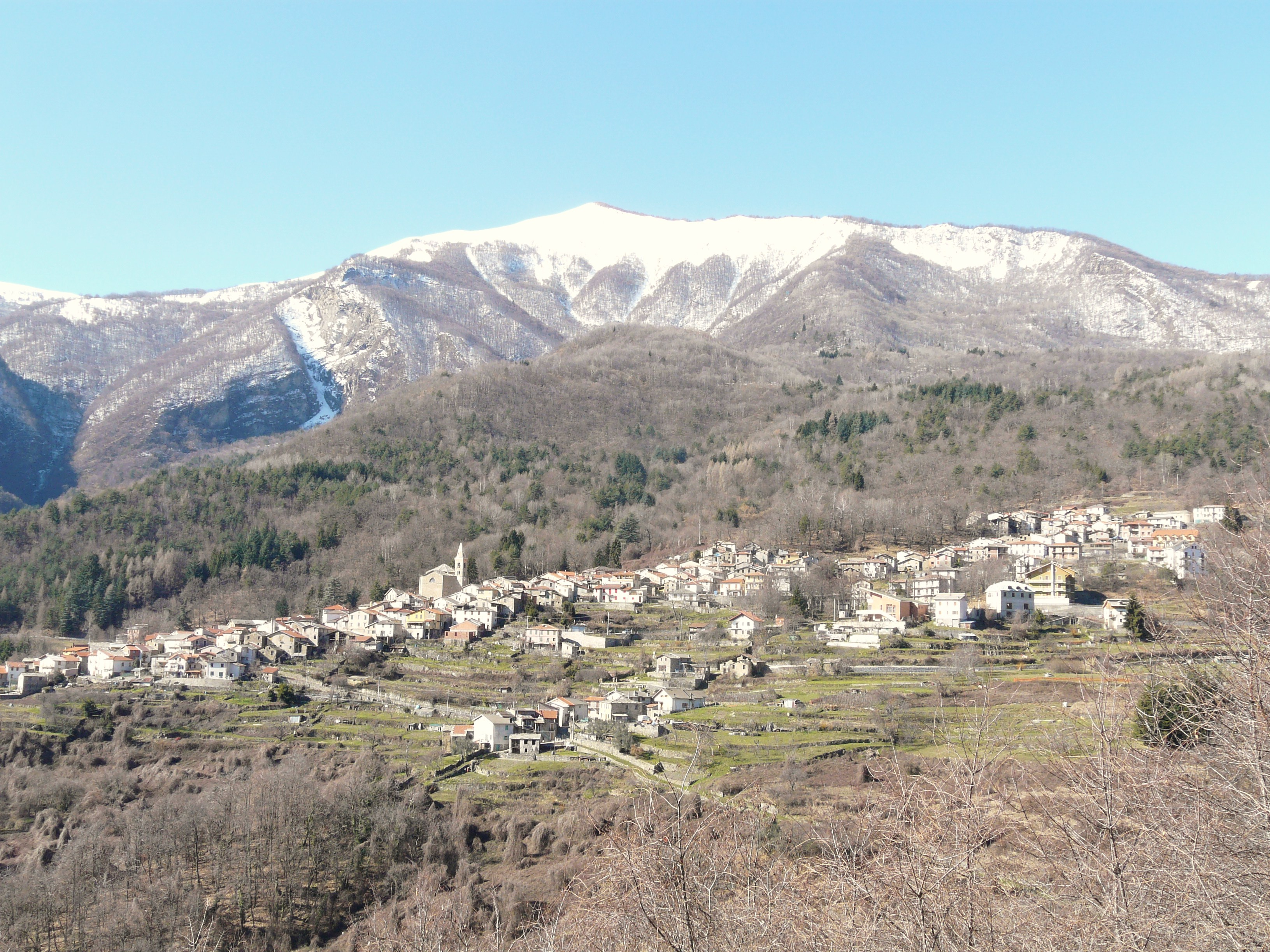
Panorama di Mendatica

Già storicamente i due principali nuclei dell'ex comune seguirono similari vicissitudini storiche, facenti capo alla comunità di Cosio di Arroscia. Il territorio fu quindi alle dipendenze dei conti di Ventimiglia (XIII secolo), dei marchesi di Clavesana, di Garessio, e sul finire del Trecento semi stabilmente sotto la giurisdizione della Repubblica di Genova nella Castellania di Cosio, Mendatica e Montegrosso.
Dal 1735 passò nel Regno di Sardegna, nel Primo Impero francese (1805), e ancora nel regno sabaudo (1815) nella fase preunitaria del Regno d'Italia (1861).
Fu nel corso della prima metà del Novecento che amministrativamente questa parte di territorio della valle Arroscia ebbe le maggiori variazioni e modifiche comunali. Già nel 1924 i due comuni di Mendatica e di Montegrosso Pian Latte furono soppressi e aggregati come frazioni nel comune di Cosio di Arroscia; unione che, solamente un anno dopo, un reale decreto del 1925 annullò tale provvedimento riportando l'autonomia e la separazione delle tre comunità.
Al 1928, con il Reale decreto n° 1359 del 31 maggio, risale l'atto di costituzione del Comune di Mendatica Montegrosso con l'unione dei due territori comunali mendaticese e montegrossino. Nel primo censimento post fusione, nel 1931, la popolazione risultava avere una popolazione unita di 1.012 abitanti (640 a Mendatica e 372 Montegrosso Pian Latte); valore similare in quello del 1936.
L'ente amministrativo - confinante con i comuni di Cosio di Arroscia, Triora, Molini di Triora, Rezzo, Pornassio, e il piemontese Briga Alta - fu nelle sue funzioni fino al 1950 quando nuovamente i due principali nuclei tornarono ad essere comuni autonomi.

## Monumenti e luoghi d'interesse

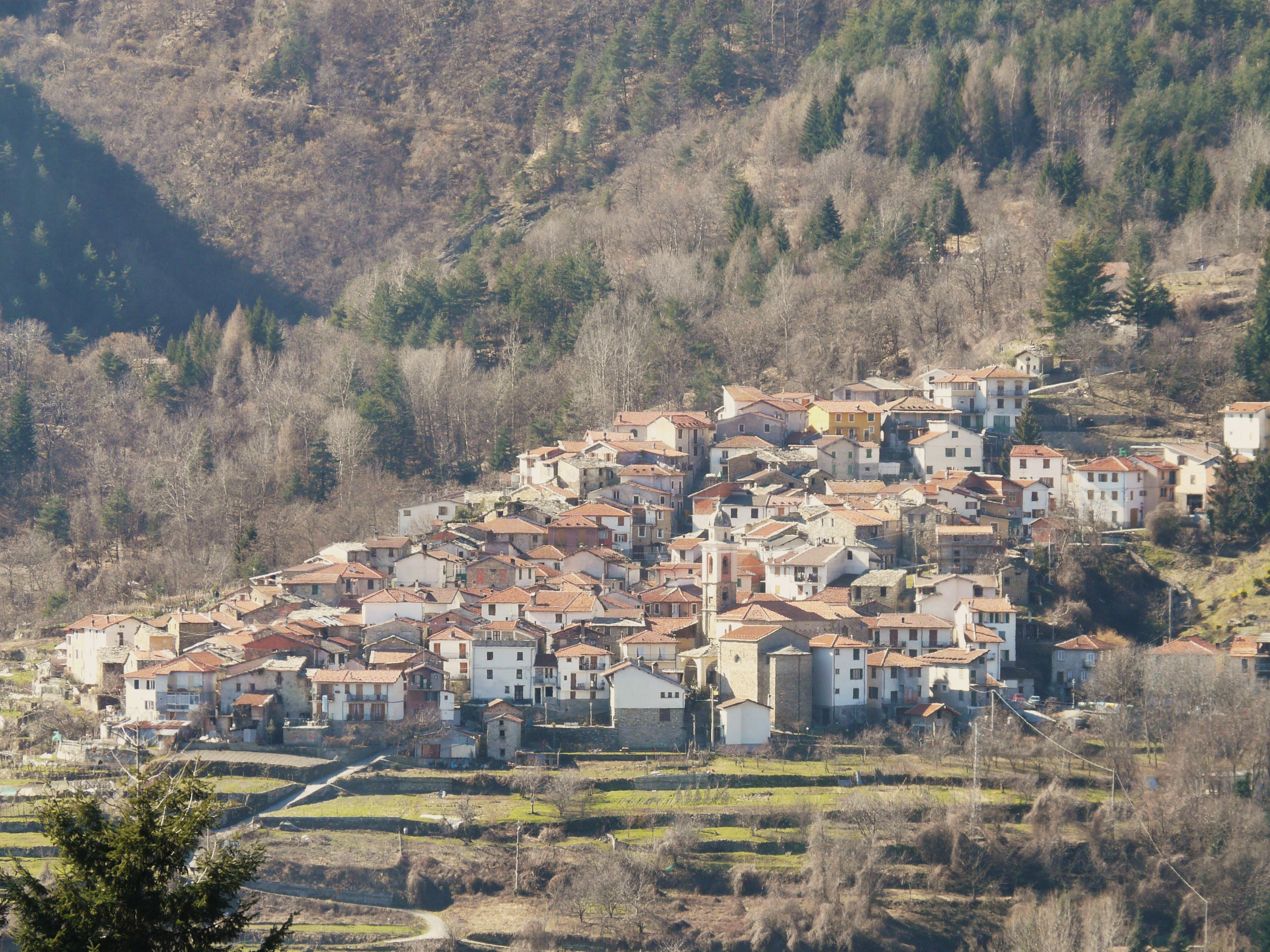
Panorama di Montegrosso Pian Latte

### Architetture religiose
- Chiesa parrocchiale dei Santi Nazario e Celso nell'allora frazione di Mendatica.
- Chiesa di Santa Margherita nella frazione di Mendatica.
- Santuario della Madonna dei Colombi nella frazione di Mendatica.
- Chiesa parrocchiale di San Biagio nella frazione di Montegrosso Pian Latte.
- Oratorio della Santissima Annunziata nella frazione di Montegrosso Pian Latte.